# Блак Лейк (езеро, провинция Саскачеван)
Езерото Блак Лейк (Черното езеро) (на английски: Black Lake) е 11-о по големина езеро в провинция Саскачеван. Площта му, заедно с островите в него е 464 км2, която му отрежда 104-то място сред езерата на Канада. Площта само на водното огледало без островите е 428 км2. Надморската височина на водата е 281 м.
Езерото се намира в северната част на провинция Саскачеван, на 38 км източно от езерото Атабаска и на 127 км северно от езерото Кри. Дължината му от югозапад на североизток е 55 км, а максималната му ширина – 17 км.
Блак Лейк има сравнително слабо разчленена брегова линия, като само в южната му част има повечко заливи, полуострови и острови – най-голям остров Фир. Обща площ на островите 36 км2.
В езерото се вливат четири по големи реки – Фон дьо Лак (от изток, от езерото Уоластън), Кри (от юг, от езерото Кри), Чипман (от север, от езерото Селуин) и Саутер и множество малки, а от северозападния му ъгъл изтича река Фон дьо Лак, вливаща се в езерото Атабаска.
Бреговете на Блак Лейк са необитаеми, като само на северозападното му крайбрежие, в близост до изтичането на река Фон дьо Лак се намира малкото селище Блак Лейк, до което покрай югозападното и западното крайбрежие на езерото е прокарано провинциално шосе № 905.
Блак Лейк е открито през 1772 г. от Самюъл Хиърн, служител на „Компанията Хъдсънов залив“.
През лятото на 1893 г. канадският геолог и картограф Джоузеф Тирел вторично открива езерото и извъшва първото му топографско картиране.